# Cerkev Marijinega oznanjenja, Tržič
Cerkev Marijinega oznanjenja v Tržiču je župnijska cerkev Župnije Tržič.
Cerkev stoji ob tržiškem pokopališču nad starim mestnim jedrom. Enoladijska cerkev z dvema kapelama in kupolo je bila leta 1808 zasnovana na temeljih gotske cerkve iz 16. stoletja. Kupolo in stene krasijo Layerjeve freske, oltar pa dvoje Layerjevih platen iz leta 1815. Dvorano poudarjajo vitražna okna. V stranskem oltarju kaže Layerjeva podoba svetega Florijana prizor požara leta 1811 v Tržiču. Na zahodni steni je zgrajen kor, na katerem so Jenkove orgle iz leta 1934.